# Volvo 740

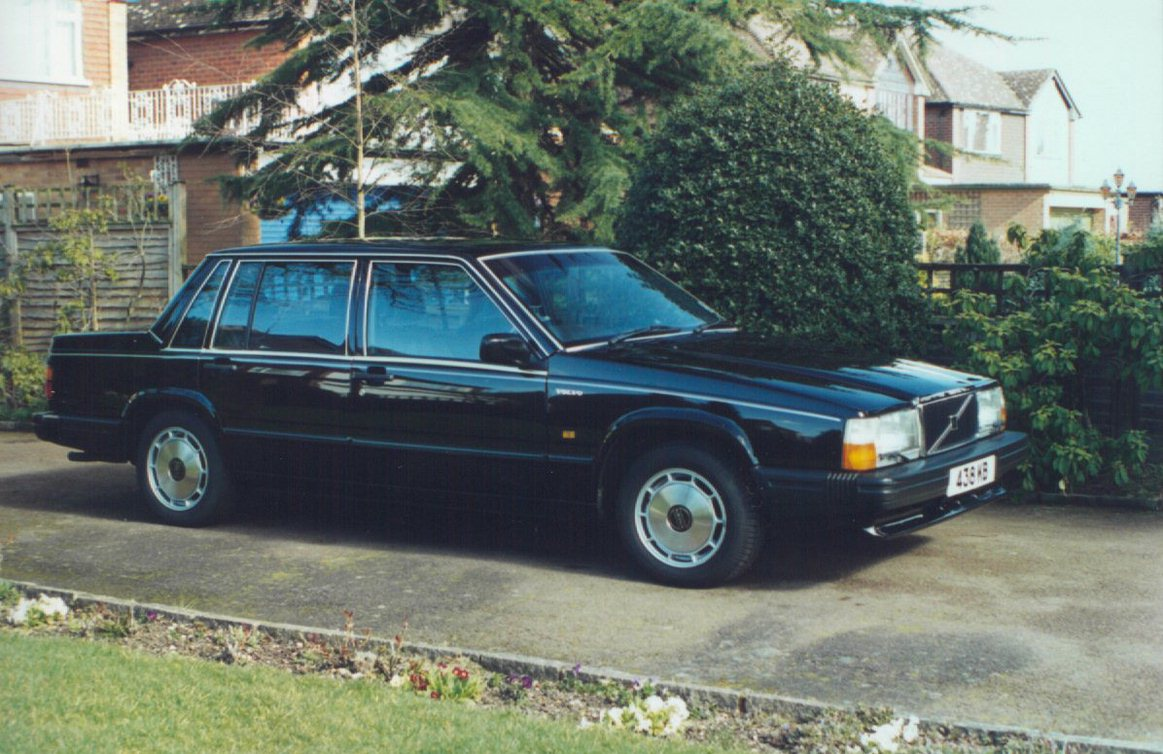
Volvo 740 1987

El Volvo 740 constituyó una ampliación de la gama del 760 de 1982 pero más asequible. Se presentó en mayo de 1985, y como su denominación indica, el "4" aludía al motor de 4 cilindros. Utilizaba la misma carrocería y elementos de suspensión del 760, aunque con equipamiento interior más simple si se pedía el vehículo de serie. La principal novedad era la aparición de la versión familiar o "station wagon".
Efectivamente su antecesor, el 245 había hecho que se llegase a identificar la marca con este tipo de carrocería, especialmente en los Estados Unidos y el Reino Unido, una situación comercialmente privilegiada que en Volvo no deseaban perder.
MOTORES

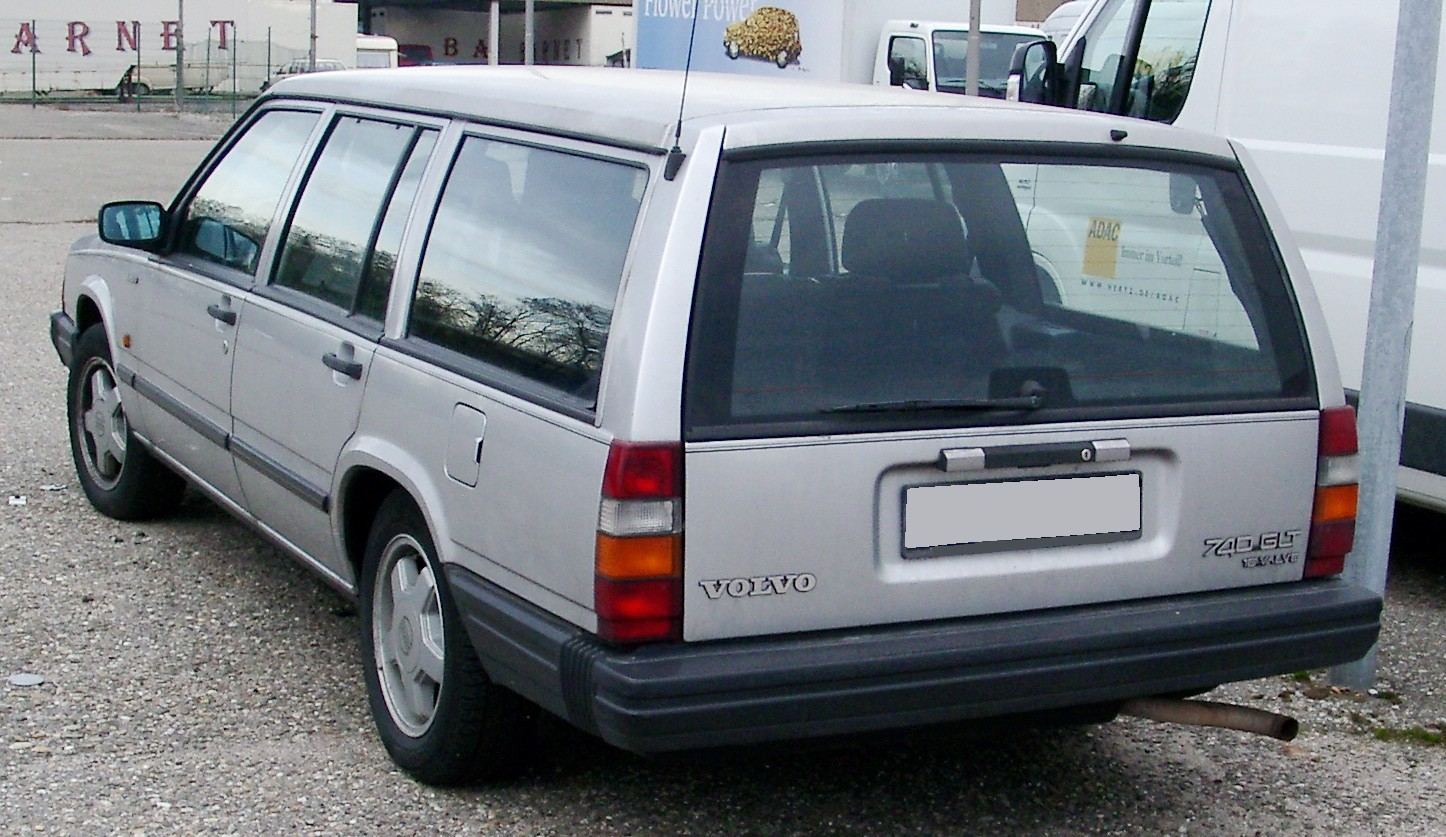
Volvo 740 SW

El motor seguía siendo el famoso "bloque rojo" (por el color del bloque) de 4 cilindros con árbol de levas en cabeza aparecido con la serie 200, con culata de aleación e inclinado. Pero esta vez fue mejorado con relación a los anteriores B21 y B23, denominándose ahora "low friction", con mejoras en los pistones y el cigüeñal, distribuidor en el extremo del árbol de levas en lugar de ser accionado por la bomba de aceite, siendo su nombre B230 y B200 (2.3l y 2.0l respectivamente). El encendido pasó a ser totalmente electrónico, siendo la inyección la K-jetronic mecánica en un primer momento, hasta la aparición de las versiones con catalizador que introdujeron la inyección electrónica Bosch LH.
Las mejoras estéticas y mecánicas introducidas en los modelos 88 del 760 (nueva parte frontal y suspensión trasera Multi-link) no se incorporaron por razones lógicas de posicionamiento del modelo en la gama. Sin embargo si se incorporó un motor Turbo, el B230FT, la evolución "low friction" del B23ET conocido del 760.
GLT 16 VÁLVULAS: En el modelo 1989 (verano de 1988) se presentó una variante muy innovadora del "bloque rojo": una versión de 16 válvulas, con taqués hidráulicos, árboles contrarrotantes, el B234F, que generaba 155 CV de potencia.  
TURBO 16 VÁLVULAS: Su desarrollo no quedó aquí ya que a finales de 1989 (modelo 90) una interesante variante de 2.0l 16V con Turbo controlado por la gestión del motor y 200 CV, el B204FT, también conocida como T16 (respondiendo al nombre de Turbo 16 VÁLVULAS), fue un motor de fabricación escasa, por debajo de las 730 unidades, que fue ofrecido en Italia, Portugal, Grecia (por motivos fiscales) y en  España, únicamente. También existía el motor B204GT, que era básicamente el mismo motor pero catalizado, lo cual restaba potencia hasta los 190 CV, este motor llegó a más mercados, e incluso se montaría posteriormente en la serie 940 bajo el mismo nombre y sin apenas modificaciones. El motor B204FT/B204GT es un motor de 2.000cc, con 4 cilindros, turbo Garret con taques hidráulicos, válvulas de sodio, pistones, camisas y cigüeñal forjados, de tracción trasera y diferencial autoblocante. Los vehículos que llevaban este motor, montaron, en lugar del eje rígido, el mismo "sofisticado" Multi-link aparecido en el "Face-lift" del 760 en 1988. 
El Volvo 780 (la variante coupé de la serie 700) compartió con el 740 este motor en su variante B204FT.  
En esta misma época el frontal fue modificado, siguiendo la tendencia de la nueva versión del 760, con un morro más refinado, ópticas de gran tamaño, defensas en color de carrocería en opción, modificaciones que posteriormente llevaría la serie 900. El interior del 740 se ha mantenido prácticamente intacto desde que salió a producción a mediados de los años 80; siendo su única modificación a finales de 1990, con la serie Master II, con un salpicadero menos anguloso, y más integrado en el habitáculo, que posteriormente montaría el Volvo 940.
Edición especial Master y Master II: a principios de los años 90, y como broche final de producción de esta serie 700. Volvo lanzó al mercado dos series limitadas que incluían un amplio equipamiento de serie (elevalunas eléctricos en las 4 puertas, aire acondicionado, asientos calefactables, cierre centralizado, espejos eléctricos y calefactables, equipo de audio Volvo). Estas ediciones montarían únicamente el motor 2.3i atmosférico (B230) de 131 CV e inyección electrónica y catalizado.

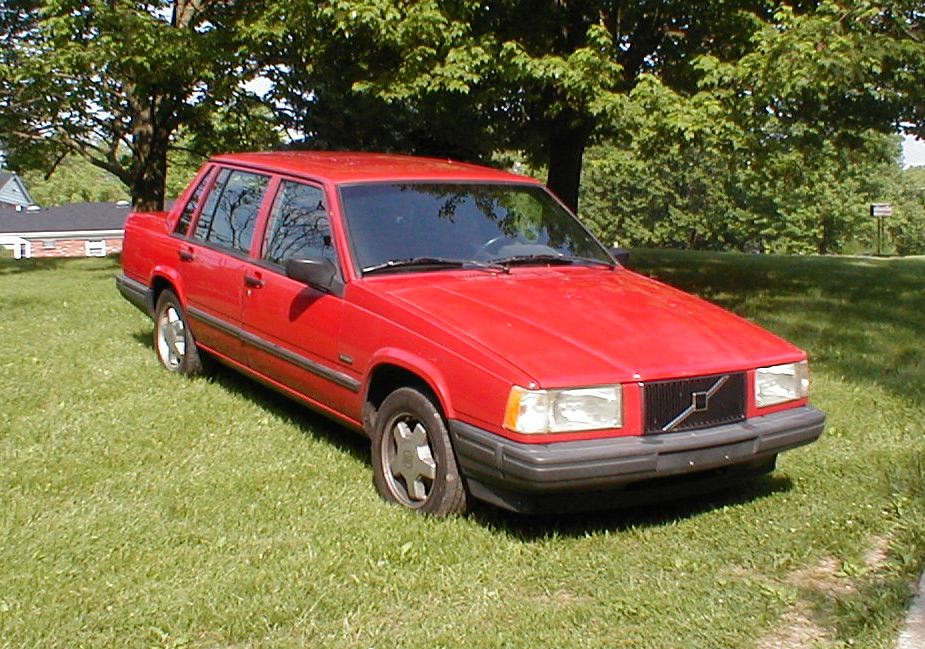
740 1991

De la misma manera en que el célebre Volvo 240 remplazó al Volvo 144 a mediados de los años 70, el 740 finalizó su producción en mayo de 1992 dejando paso a su versión "modernizada" el Volvo 940.